# Курашкевич Кирило Володимирович
 Курашке́вич Кири́ло Володи́мирович  (8 листопада 1920 — 16 січня 2010) — український поет і прозаїк. Перебував у Національній спілці письменників України з 1967 р., у Національній спілці журналістів України.

## Біографія
Народився 8 листопада 1920 р. у смт Тростянці Вінницької області у родині робітника. Після закінчення семирічки Тростянецька районна газета рекомендує юнака до Харківського технікуму журналістики, де той вчиться і друкується у студентській газеті «Кадри преси», яку редагує Олесь Гончар. Згодом вчиться у Тульчинському учительському інституті і працює у редакції газети «Червона Тульчинщина». У 1940 р. був покликаний на військову службу і навчається у Київському училищі зв'язку. Учасник Другої світової війни. Кавалер багатьох бойових нагород.
У 1952 р. закінчує Військово-політичну академію у Москві. Продовжує службу на офіцерських посадах у Рівному. Останнє військове звання — полковник. По закінченні служби у 1960 р. переїжджає до Вінниці. Повертається до активної журналістської і письменницької діяльності. Був громадським пропагандистом видавництв «Дніпро» та «Радянський письменник», працював у Вінницькій обласній газеті «Вінницька правда». Перебував у витоків створення у 1971 р. Вінницької організації НСПУ.
У 1974 р. переїжджає до Миколаєва, де також керує літературним об'єднанням, обіймає посаду відповідального секретаря обласної організації книголюбів. Три роки життя пов'язані з містом Фастів Київської області. З 1984 р. живе у Києві — місцевості Пріорка Подільського району, бере активну участь у культурно-мистецькому житті, будучи віце-президентом Української асоціації письменників-авторів художньо-соціальної літератури, від 1995 р. — членом Міжнародної Асоціації письменників-баталістів і мариністів та редколегії військової газети «На варті неба», головним редактором видавництва «Азимут-Україна».
|                                | У 1967 році – лауреат закритого Всесоюзного конкурсу, у якому бере участь більше тисячі літераторів. Курашкевич отримує другу премію за найкращий твір про війну – «Баладу про безсмертя» (з 1974 р. цей твір входить до читанки для учнів третього класу). Хоча Кирило Курашкевич прийшов у велику літературу трохи запізно, він у ній відбувся – українська поезія без нього вже немислима. |
| — Георгій Добровольський, 2005 | |

## Літературна діяльність
Почав писати вірші й друкуватися ще до війни. Але плідно взявся працювати у літературній царині з 1960 р. після звільнення у запас з військової служби. Автор понад двадцяти прозових і поетичних видань. Перша поетична збірка — «Весняні грози» (1961). Згодом одна за однією з'являються збірки «Чорнобривці» (1966), «Квітнева рань» (1967), «Калинове намисто» (1969), «Щедре літо» (1970), «Сонце у лютому» (1973), «Яблуневий світанок» (1977), «Зустріч у вересні» (1980), «Березнева заметіль» (1983), «Монолог» (1988), «Мій карий кінь» (1995), «Очима Водолія» (1998), «Вибране у 2-х томах» (2002), «Перехрестя» (2002), «Вдогін за весною» (2003).

Обкладинка книги «Вдогін за весною», 2003

Прозові твори упорядковані у книгах: «Осінні дими» (1986), «Паролі міняються» (1995). У періодиці друкувалися повісті «Тривожні ночі» та «Останній сигнал «Тюльпан» — про розвідників часів Другої світової війни, численні новели — «Ількова ялинка», «Дорога», «Зелена двійка», «Останній день» (про Івана Франка) та ін.
Окремі твори перекладені російською, білоруською та молдавською мовами.

Лауреат Всесоюзного конкурсу за найкращий твір на військово-патріотичну тему (1967), премії «Гілка золотого каштана».